# Мирослав Влах
Мирослав Влах (чеськ. Miroslav Vlach; нар. 19 жовтня 1935, Чеський Тешин, Мораво-Сілезький край, Чехословаччина — пом. 8 грудня 2001, Острава, Чехія) — чехословацький хокеїст, нападник. Член зали слави чеського хокею з 2010 року.

## Клубна кар'єра
В чехословацькій хокейній лізі грав за:
- 1954–1955 — «Кржидла власті» (Оломоуц);
- 1955–1956 — УДА (Прага);
- 1956–1967 — ВЖКГ (Острава).

Всього в чемпіонаті Чехословаччини провів 313 матчів та забив 155 голів.

## Виступи у збірній
У складі національної збірної був учасником двох Олімпіад (1960, 1964). В Інсбруку здобув бронзову нагороду.
Брав участь у семи чемпіонатах світу та Європи. Другий призер чемпіонату світу 1961, третій призер — 1957, 1959, 1963, 1964. На чемпіонатах Європи — одна золота (1961), дві срібні (1959, 1960) та чотири бронзові нагороди (1957, 1958, 1963, 1964). Двічі обирався до символічної збірної на чемпіонатах світу (1961, 1963). В 1963 році був визнаний найкращим нападником турніру. На чемпіонатах світу та Олімпійських іграх провів 50 матчів (42 закинуті шайби), а всього у складі збірної Чехословаччини — 95 матчів (71 гол).

## Нагороди та досягнення

### Командні
| Нагороди         | Команда        | Кіл. | Роки                   |
| ---------------- | -------------- | ---- | ---------------------- |
| Олімпійські ігри |                |      |                        |
| Бронза           | Чехословаччина | 1    | 1964                   |
| Чемпіонат світу  |                |      |                        |
| Срібло           | Чехословаччина | 1    | 1961                   |
| Бронза           | Чехословаччина | 4    | 1957, 1959, 1963, 1964 |
| Чемпіонат Європи |                |      |                        |
| Золото           | Чехословаччина | 1    | 1961                   |
| Срібло           | Чехословаччина | 2    | 1959, 1960             |
| Бронза           | Чехословаччина | 4    | 1957, 1958, 1963, 1964 |

### Особисті
| Нагороди                            | Кіл. | Роки       |
| ----------------------------------- | ---- | ---------- |
| Найкращий захисник чемпіонату світу | 1    | 1963       |
| Символічна збірна чемпіонату світу  | 2    | 1961, 1963 |